# Lunasjärvi
Lunasjärvi är en sjö i Kiruna kommun i Lappland och ingår i Torneälvens huvudavrinningsområde. Sjön har en area på 0,138 kvadratkilometer och ligger 306 meter över havet. Lunasjärvi ligger i Torne och Kalix älvsystem Natura 2000-område.

## Delavrinningsområde
Lunasjärvi ingår i det delavrinningsområde (754137-177118) som SMHI kallar för Ovan 754007-177150. Medelhöjden är 316 meter över havet och ytan är 3,19 kvadratkilometer. Räknas de 38 avrinningsområdena uppströms in blir den ackumulerade arean 511,93 kvadratkilometer. Saankijoki som avvattnar avrinningsområdet har biflödesordning 3, vilket innebär att vattnet flödar genom totalt 3 vattendrag innan det når havet efter 323 kilometer. Avrinningsområdet består mestadels av skog (88 procent). Avrinningsområdet har 0,22 kvadratkilometer vattenytor vilket ger det en sjöprocent på 6,9 procent.